# Мур, Лана
Лана Мур (англ. Lana Moore, род. 8 июня 1982, Арлингтон-Хайтс, Иллинойс) — американская порноактриса, лауреат премии AVN Awards.

## Биография
Родилась 8 июня 1982 года в Арлингтон-Хайтс. Дебютировала в порноиндустрии в 2002 году, в возрасте около 20 лет.
Снималась для таких студий, как Acid Rain, Adam & Eve, Digital Playground, Elegant Angel, Evil Angel, New Sensations, VCA Pictures, Vivid Entertainment и других.
В 2004 году получила премию AVN Awards в категории «лучшая групповая лесбийская сцена» за роль в фильме The Violation of Jessica Darlin совместно с Джессикой Дарлин, Брэнди Лайонс, Кристал Рэй, Холли Стивенс, Флик Шагвелл и Эшли Блу.
Ушла из индустрии в 2005 году, снявшись в 61 фильме.

## Награды
| Год  | Награда    | Категория                                 | Работа                          | Результат |
| ---- | ---------- | ----------------------------------------- | ------------------------------- | --------- |
| 2004 | AVN Awards | Лучшая групповая лесбийская сцена (видео) | The Violation of Jessica Darlin | Победа    |

## Избранная фильмография
- Blonde and Blonder (2004)
- Everybody Loves Big Boobies (2004)
- The Violation of Jessica Darlin[6][7] (2003)